# Lori Kirkland Baker
Lori Kirkland Baker é uma produtora e roteirista estadunidense, que já trabalhou em séries de televisão como Frasier, Wings, Jenny e Desperate Housewives.
Kirkland foi uma escritora de três episódios de   Jenny  em 1997. Ela foi uma escritora e produtora co-executiva de duas temporadas de Wings de 1994 a 1996, sete temporadas de Frasier de 1998 a 2004, uma temporada de Freddie (2005–2006) e duas temporadas de [Desperate Housewives]]. Ela testemunhou no julgamento de Nicollette Sheridan rescisão injusta.